# 小川町 (名古屋市)
小川町（おがわちょう）は、愛知県名古屋市東区の地名。

## 地理
南北方向の町筋である。

## 歴史

### 沿革
- 明治5年 - 法華寺町および禅寺町が合併したことにより、愛知郡小川町として成立[4]。
- 1878年（明治11年）12月20日 - 名古屋区成立に伴い、同区小川町となる[4]。
- 1889年（明治22年）10月1日 - 名古屋市成立に伴い、同市小川町となる[4]。
- 1908年（明治41年）4月1日 - 東区に編入され、同区小川町となる[4]。
- 1976年（昭和51年）1月18日 - 全域が東桜二丁目および泉三丁目・代官町・葵一丁目に編入され、消滅[4]。

### 字一覧
1932年（昭和7年）愛知県教育会発行『明治十五年愛知県郡町村字名調』による名古屋区小川町の字。
- 常題目前（じょうだいもくまえ）[5]
- 寺町（てらまち）[5]
- 御下屋敷前（おしたやしきまえ）[5]